# Kimi ga nozomu eien
 (avril 2020).
Si vous disposez d'ouvrages ou d'articles de référence ou si vous connaissez des sites web de qualité traitant du thème abordé ici, merci de compléter l'article en donnant les références utiles à sa vérifiabilité et en les liant à la section « Notes et références ».
Kimi ga nozomu eien (君が望む永遠, traduction : L'éternité que tu désires) est un visual novel — roman vidéoludique en français — japonais sorti en 2001. Il a été adapté en un anime éponyme — il est cependant parfois titré Rumbling Hearts — de 14 épisodes diffusés sur la première fois au Japon en octobre 2003. En France, la licence a été acquise par l'éditeur Anima, qui a sorti la série en DVD contenant la version originale sous-titrée et une version française.

## Système de jeu
Kimi ga nozomu eien est un visual novel . Une grande partie de son gameplay est consacrée à la lecture du récit et du dialogue de l'histoire. Le texte du jeu est accompagné de sprites de personnages, qui représentent les personnages à qui l'on parle, ils sont situés au-dessus de l'arrière-plan. Tout au long du jeu, des illustrations CG peuvent s'afficher à certains moments de l'histoire, elles remplacent  l'arrière-plan et les sprites de personnages temporairement. Le jeu suit une intrigue non linéaire avec plusieurs fins, et en fonction des décisions que le joueur prend pendant le jeu, l'intrigue progressera dans une direction spécifique.

## Synopsis
Dans un lycée japonais banal, Mitsuki Hayase cherche à se rapprocher de Takayuki Narumi, afin de permettre à sa meilleure amie, Haruka Suzumiya, de se rapprocher du jeune homme, dont elle est secrètement amoureuse. Avec Shinji Taira, le meilleur ami de Takayuki, ils forment bientôt un quatuor inséparable. L'histoire commence lorsque Haruka finit par avouer ses sentiments à Takayuki. Sans vraiment savoir pourquoi, et pour ne pas la blesser, Takayuki accepte de sortir avec elle. Après des débuts difficiles, leur relation devient plus intime, tandis que Mitsuki se pose des questions sur ses sentiments à l'égard de Takayuki...
Le destin bascule lorsque Haruka est victime d'un accident de voiture et tombe dans un profond coma… Pour les quatre amis, rien ne sera plus jamais comme avant…

## Anime
La série reprend les personnages du visual novel ainsi que le scénario, le côté érotique du jeu étant largement édulcoré. Elle comporte 14 épisodes diffusés entre octobre 2003 et janvier 2004.
Une deuxième saison (Kimi ga nozomu eien ~Next Season~) a été diffusée au Japon sous la forme de 4 OAV de 28 min entre décembre 2007 et décembre 2008. Cette saison n'est pas une suite de la première saison mais une histoire alternative, d'où le nom de Haruka's route. Cette fin alternative décrit ce qu'il se serait passé si Takayuki avait choisi Haruka.
Cette série possède une "suite" sous la forme d'OAV nommée Akane Maniax, centrée sur le personnage d'Akane, la sœur de Haruka.

### Fiche technique
- Réalisateur : Tetsuya Watanabe
- Scénario : Katsuhiko Takayama & Kenichi Kanemaki
- Musique : Abito Torai, Kenichi Sudo & Ryouju Minami
- Character Design : Yoko Kikuchi

### Musique
Générique d'ouverture
- Precious Memories par Minami Kuribayashi

Générique de fin
- Rumbing Hearts par Minami Kuribayashi (épisode 2)
- Hoshizora no Waltz (La valse du ciel étoilé) par Minami Kuribayashi
- Kimi ga nozomu eien par Megumi Matsumoto (épisode 14)

Les endings Rumbing Hearts et Hoshizora no Waltz (connu aussi sous le nom de Waltz Of The Starry Sky) ont été repris par le groupe Unlucky Morpheus (Touhou/Metal J-Music) dans un album du nom de So That A Star Shines At Night Sky [Instr. & Arrang.: Yukimura Hirano (Yuki), Vocal: Fuyuki Tenge (Fuki)]. Dans l'anime, les morceaux apparaissent sous leur forme originale.

### Doublage
| Personnages     | Voix japonaises    | Voix françaises     |
| --------------- | ------------------ | ------------------- |
| Takayuki Narumi | Kishō Taniyama     | Aurélien Ringelheim |
| Haruka Suzumiya | Minami Kuribayashi | Jennifer Baré       |
| Mitsuki Hayase  | Tomoko Ishibashi   | Julie Basecqz       |
| Mayu Tamano     | Kyōko Yoshida      | Audrey D'Hulstère   |
| Shinji Taira    | Masaki Andō        | Bruno Mullenaerts   |
| Akane Suzumiya  | Tomomi Uehara      | Esther Aflalo       |
| Ayu Daikuuji    | Kiyomi Asai        | Stéphane Flamand    |